# Kris Dunn
Pour les articles homonymes, voir Dunn.
Kristofer Michael Dunn, né le 18 mars 1994 à New London dans le Connecticut, est un joueur américain de basket-ball évoluant au poste de meneur voire d'arrière.

## Biographie

### Carrière universitaire
En février 2016, il est désigné parmi les dix meilleurs meneurs de la saison NCAA pour remporter le Bob Cousy Award.
En mars 2016, Dunn reçoit le trophée de meilleur joueur de la Big East Conference. 
Avec les Friars de Providence, il arrive au Round 32, mais ils s'inclinent 66 à 85 contre les Tar Heels de la Caroline du Nord.
Le 22 mars 2016, il annonce sa candidature à la draft 2016 de la NBA.

### Carrière professionnelle

#### Timberwolves du Minnesota (2016-2017)
Le 23 juin 2016, Dunn est sélectionné par les Timberwolves du Minnesota à la 5e position de la draft 2016 de la NBA. Le 7 juillet, il signe un contrat rookie avec la franchise et participe avec à la NBA Summer League 2016. Dunn termine meilleur marqueur de son équipe au premier match du tournoi avec 27 points. Il joue deux matches de Summer League et déclare forfait pour le reste du tournoi à la suite d'un diagnostic de commotion cérébrale.
Le 26 octobre 2016, il fait ses débuts en saison régulière lors du match d'ouverture des Timberwolves, marquant huit points en étant remplaçant dans la défaite des siens 102 à 98 chez les Grizzlies de Memphis. Le 1er novembre, il termine avec dix points, six passes décisives et cinq interceptions pour sa première titularisation en carrière, aidant les Timberwolves à battre les Grizzlies 116 à 80. Le 6 décembre, il réalise un de ses meilleurs matches de la saison avec 15 points à 6 sur 7 au tir lors de la défaite 105 à 91 chez les Spurs de San Antonio.

#### Bulls de Chicago (2017-2020)
Le 22 juin 2017, Dunn est transféré, avec Zach LaVine et les droits de Lauri Markkanen (le 7e choix de la draft 2017 de la NBA), chez les Bulls de Chicago en échange de Jimmy Butler et des droits de Justin Patton (le 16e choix de la draft 2017 de la NBA).

#### Hawks d'Atlanta (2020-2021)
À l'intersaison 2020, il signe pour deux ans et 10 millions de dollars avec les Hawks d'Atlanta.

#### Grizzlies de Memphis (2021)
Fin juillet 2021, Kris Dunn est transféré vers les Celtics de Boston dans un échange entre trois équipes. En septembre 2021, il est à nouveau transféré, cette fois-ci vers les Grizzlies de Memphis. Dunn est licencié en octobre 2021, avant le début de la saison.

#### Trail Blazers de Portland (2022)
En mars 2022, il signe pour 10 jours en faveur des Trail Blazers de Portland.

#### Jazz de l'Utah (2023-2024)
Le 22 février 2023, il signe un contrat de dix jours avec le Jazz de l'Utah, puis un second et le 14 mars 2023, il signe jusqu'à la fin de saison au Jazz de l'Utah.

#### Clippers de Los Angeles (depuis 2024)
En juillet 2024, Dunn signe un nouveau contrat avec le Jazz et est envoyé aux Clippers de Los Angeles en échange de Russell Westbrook.

## Palmarès
- Consensus second-team All-American (2016)
- 2× Big East Player of the Year (2015, 2016)
- 2× First-team All-Big East (2015, 2016)
- 2× Big East Defensive Player of the Year (2015, 2016)
- McDonald's All-American (2012)
- Jordan Brand Classic participant (2012)
- First-team Parade All-American (2012)

## Statistiques

### Universitaires
Les statistiques de Kris Dunn en matchs universitaires sont les suivantes :
| Saison    | Équipe     | Matchs | Titul. | Min./m | % Tir | % 3pts | % LF  | Rbds/m. | Pass/m. | Int/m. | Ctr/m. | Pts/m. |
| --------- | ---------- | ------ | ------ | ------ | ----- | ------ | ----- | ------- | ------- | ------ | ------ | ------ |
| 2011-2012 | Providence | 25     | 18     | 27,2   | 39,8  | 28,6   | 69,0  | 4,80    | 3,16    | 1,16   | 0,28   | 5,68   |
| 2013-2014 | Providence | 4      | 0      | 26,5   | 31,6  | 0,0    | 100,0 | 2,50    | 5,25    | 1,75   | 0,25   | 3,75   |
| 2014-2015 | Providence | 33     | 33     | 34,0   | 47,4  | 35,1   | 68,6  | 5,45    | 7,48    | 2,73   | 0,30   | 15,61  |
| 2015-2016 | Providence | 33     | 31     | 33,0   | 44,8  | 37,2   | 69,5  | 5,33    | 6,24    | 2,48   | 0,61   | 16,42  |
| Carrière  | Carrière   | 95     | 82     | 31,6   | 45,0  | 35,4   | 69,3  | 5,12    | 5,82    | 2,19   | 0,40   | 12,78  |

### Professionnelles

#### Saison régulière
| Saison    | Équipe        | Matchs | Titul. | Min./m | % Tir | % 3pts | % LF | Rbds/m. | Pass/m. | Int/m. | Ctr/m. | Pts/m. |
| --------- | ------------- | ------ | ------ | ------ | ----- | ------ | ---- | ------- | ------- | ------ | ------ | ------ |
| 2016-2017 | Minnesota     | 78     | 7      | 17,1   | 37,7  | 28,8   | 61,0 | 2,12    | 2,41    | 1,01   | 0,46   | 3,76   |
| 2017-2018 | Chicago       | 52     | 43     | 29,3   | 42,9  | 32,1   | 73,7 | 4,25    | 5,96    | 2,00   | 0,52   | 13,44  |
| 2018-2019 | Chicago       | 46     | 44     | 30,2   | 42,5  | 35,4   | 79,7 | 4,07    | 6,02    | 1,48   | 0,46   | 11,28  |
| 2019-2020 | Chicago       | 51     | 32     | 24,9   | 44,4  | 25,9   | 74,1 | 3,65    | 3,39    | 1,98   | 0,33   | 7,31   |
| 2020-2021 | Atlanta       | 4      | 0      | 11,3   | 8,3   | 0,0    | 75,0 | 1,50    | 0,50    | 0,50   | 0,50   | 1,25   |
| 2021-2022 | Portland      | 15     | 3      | 22,4   | 43,1  | 9,1    | 94,4 | 3,30    | 5,30    | 1,50   | 0,20   | 7,10   |
| 2022-2023 | Utah          | 22     | 3      | 25,8   | 53,7  | 47,2   | 77,4 | 4,50    | 5,60    | 1,10   | 0,50   | 13,20  |
| 2023-2024 | Utah          | 66     | 32     | 18,9   | 47,0  | 36,9   | 68,8 | 2,90    | 3,80    | 1,00   | 0,40   | 5,40   |
| 2024-2025 | L.A. Clippers | 74     | 58     | 24,1   | 43,9  | 33,5   | 68,2 | 3,40    | 2,80    | 1,70   | 0,40   | 6,40   |
| Carrière  | Carrière      | 407    | 222    | 23,3   | 43,7  | 32,7   | 73,6 | 3,30    | 4,00    | 1,50   | 0,40   | 7,70   |

Mise à jour le 10 juillet 2025

#### Playoffs
| Saison   | Équipe        | Matchs | Titul. | Min./m | % Tir | % 3pts | % LF  | Rbds/m. | Pass/m. | Int/m. | Ctr/m. | Pts/m. |
| -------- | ------------- | ------ | ------ | ------ | ----- | ------ | ----- | ------- | ------- | ------ | ------ | ------ |
| 2021     | Atlanta       | 5      | 0      | 6,6    | 20,0  | 0,0    | 100,0 | 1,00    | 1,00    | 0,40   | 0,40   | 1,20   |
| 2025     | L.A. Clippers | 7      | 6      | 21,9   | 38,6  | 35,7   | –     | 3,40    | 1,30    | 1,10   | 0,60   | 6,30   |
| Carrière | Carrière      | 12     | 6      | 15,5   | 36,7  | 34,5   | 100,0 | 2,40    | 1,20    | 0,80   | 0,50   | 4,20   |

Mise à jour le 10 juillet 2025

## Records sur une rencontre en NBA
Les records personnels de Kris Dunn en NBA sont les suivants, :
| Type de statistique        | Saison régulière | Saison régulière          | Saison régulière | Playoffs | Playoffs             | Playoffs      |
| Type de statistique        | Record           | Adversaire                | Date             | Record   | Adversaire           | Date          |
| -------------------------- | ---------------- | ------------------------- | ---------------- | -------- | -------------------- | ------------- |
| Points                     | 32               | @ Mavericks de Dallas     | 5 janvier 2018   | 15       | @ Nuggets de Denver  | 29 avril 2025 |
| Paniers marqués            | 12               | @ Mavericks de Dallas     | 5 janvier 2018   | 6        | @ Nuggets de Denver  | 29 avril 2025 |
| Paniers tentés             | 24               | 2 fois                    | 2 fois           | 9        | Nuggets de Denver    | 26 avril 2025 |
| Paniers à 3 points réussis | 4                | 3 fois                    | 3 fois           | 3        | @ Nuggets de Denver  | 29 avril 2025 |
| Paniers à 3 points tentés  | 8                | @ Cavaliers de Cleveland  | 30 mars 2025     | 6        | Nuggets de Denver    | 26 avril 2025 |
| Lancers francs réussis     | 8                | 2 fois                    | 2 fois           | 4        | @ Bucks de Milwaukee | 25 juin 2021  |
| Lancers francs tentés      | 10               | Grizzlies de Memphis      | 7 mars 2018      | 4        | @ Bucks de Milwaukee | 25 juin 2021  |
| Rebonds offensifs          | 4                | @ Bucks de Milwaukee      | 20 février 2025  | 4        | 2 fois               | 2 fois        |
| Rebonds défensifs          | 10               | @ Lakers de Los Angeles   | 9 avril 2023     | 4        | 2 fois               | 2 fois        |
| Rebonds totaux             | 10               | @ Lakers de Los Angeles   | 9 avril 2023     | 8        | Nuggets de Denver    | 24 avril 2025 |
| Passes décisives           | 17               | Pacers de l'Indiana       | 4 janvier 2019   | 2        | 5 fois               | 5 fois        |
| Interceptions              | 6                | @ Bucks de Milwaukee      | 20 février 2025  | 3        | @ Nuggets de Denver  | 21 avril 2025 |
| Contres                    | 3                | 7 fois                    | 7 fois           | 1        | 6 fois               | 6 fois        |
| Balles perdues             | 8                | Trail Blazers de Portland | 1er janvier 2018 | 2        | 2 fois               | 2 fois        |
| Minutes jouées             | 46               | @ Knicks de New York      | 10 janvier 2018  | 31       | @ Nuggets de Denver  | 19 avril 2025 |

- Double-double : 11
- Triple-double : 0

Dernière mise à jour : 30 juin 2025

## Salaires
Les gains de Kris Dunn en NBA sont les suivants :
| Saison      | Équipe                    | Salaire      |
| ----------- | ------------------------- | ------------ |
| 2016-2017   | Timberwolves du Minnesota | 3 872 520 $  |
| 2017-2018   | Bulls de Chicago          | 4 046 760 $  |
| 2018-2019   | Bulls de Chicago          | 4 221 000 $  |
| 2019-2020   | Bulls de Chicago          | 5 348 007 $  |
| 2020-2021   | Hawks d'Atlanta           | 4 767 000 $  |
| 2021-2022   | Grizzlies de Memphis      | 5 005 350 $  |
| 2021-2022   | Trail Blazers de Portland | 312 079 $    |
| 2022-2023   | Jazz de l'Utah            | 735 819 $    |
| 2022-2023   | Jazz de l'Utah            | 105 522 $    |
| 2022-2023   | Jazz de l'Utah            | 105 522 $    |
| 2023-2024   | Jazz de l'Utah            | 2 586 665 $  |
| Total Gains | Total Gains               | 31 106 244 $ |
| 2024-2025   | Clippers de Los Angeles   | 5 168 000 $  |
| 2025-2026   | Clippers de Los Angeles   | 5 426 400 $  |
| 2026-2027   | Clippers de Los Angeles   | 5 684 800 $  |

- italique : option joueur